# Gopsmor

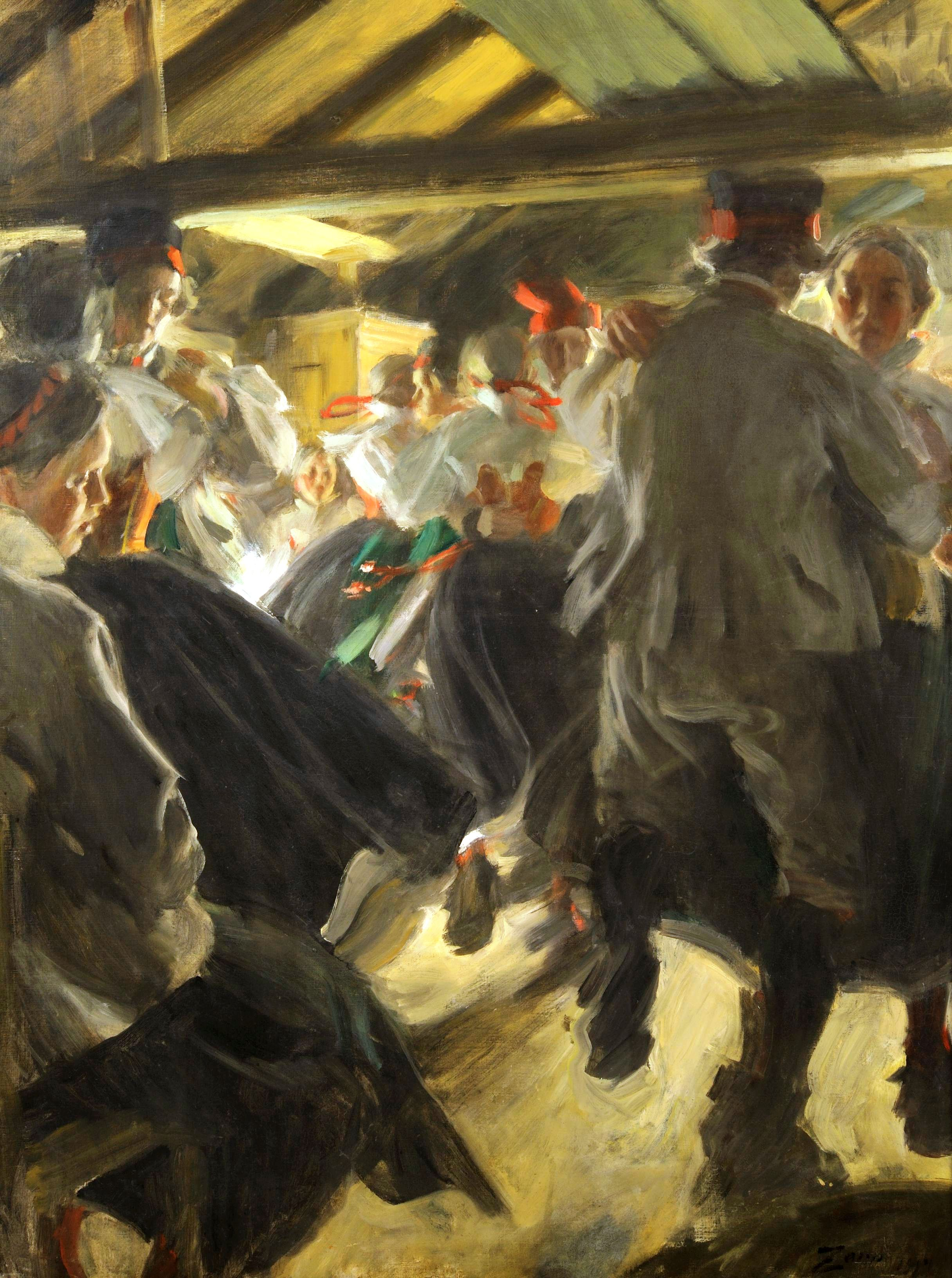
Anders Zorn: Dans i Gopsmorstugan (Tanz in der Gopsmorkate), 1914

Gopsmor ist das ehemalige Wildnisatelier des schwedischen Malers Anders Zorn. Das aus mehreren historischen Blockhäusern bestehende Gehöft liegt am Fluss Österdalälven zwischen den Orten Mora und Älvdalen. Zorn arbeitete in Gopsmor von 1905 bis zu seinem Tod 1920. Es gehört heute zu den staatlichen Zornsamlingarna und ist jährlich im Sommer als Museum geöffnet.

## Geschichte und Beschreibung
Der aus Mora stammende Zorn hatte sein Leben lang eine starke Verbindung zu seiner Heimatregion Dalarna. Seine Kindheit verbrachte er dort vor allem bei den Großeltern, die als Bauern in einfachen Verhältnissen lebten. Später zog es Zorn zur Ausbildung nach Stockholm, woran sich mehrere Jahre im Ausland anschlossen. In dieser Zeit kam er meist in den Sommermonaten nach Dalarna, um seine Familie zu besuchen. 1896 kehrte er endgültig wieder zurück nach Mora und bezog mit seiner Frau das neue Wohnhaus Zorngården. Hierin findet sich als architektonisches Fragment die alte Bauernstube von Zorns Großeltern, die nun als Speisezimmer genutzt wurde. Zudem ließ er neben dem Haus eine historische Blockhütte aufstellen, die er in der Umgebung angekauft hatte und nun als Atelier nutzte. Zorn, der zunehmend heimisches Kunsthandwerk sammelte, sah sich der Bewahrung der gewachsenen bäuerlichen Kultur verpflichtet.
In seiner Autobiografie erinnerte sich Zorn, dass er – um ungestört arbeiten zu können – als Rückzugsort ein Fischerhütte an einem Fluss suchte. Diesen romantischen Ort, wo er ein einfaches Leben abseits der Konventionen seines Wohnortes führen wollte, fand er bei seinen Ausflügen in die waldreiche Umgebung von Mora. 1904 erwarb er ein Stück Land gegenüber der Mündung des Gopelan-Flusses in den Österdalälven mit Blick auf dem Hügel des Gopsberget. Zunächst dachte Zorn daran, dort eine neue Hütte errichten zu lassen, entschied sich aber dann dazu, ein historisches Blockhaus von 1766 aus dem nahen Dorf Selja hierher umsetzen zu lassen. Hinzu kamen kleinere Nebengebäude für die Hausangestellten und zur Lagerung von Material. 1905 konnte er sein neues Refugium beziehen. Das Haupthaus ist eine einfache Blockhütte aus Fichtenholz. Es verfügt neben einem Kamin aus Ziegelsteinen über nur wenig Komfort. So dringt kaum Tageslicht in das Haus ein und abends standen Zorn für die Beleuchtung nur Kerzen zur Verfügung. In Gopsmor und seiner Umgebung versuchte Zorn das einfache Leben der alten Bauerngesellschaft seiner Vorfahren nachzuempfinden: Er schnitzte Holzlöffel, ging angeln und fuhr im Winter Ski. Wiederholt lud er sich junge Leute aus der Umgebung ein, die ihm als Modelle dienten. Diese mussten meist – etwa beim Tanz – die einheimische Tracht tragen; die jungen Frauen standen zudem für seine Aktbilder Modell. Darüber hinaus brachte er auch befreundete Künstler mit nach Gopsmor, etwa den Maler Bruno Liljefors und den Schriftsteller Albert Engström.
Seine Aufenthalte in Gopsmor waren für den Maler Zorn außerordentlich fruchtbar. Er zeigte das Anwesen zu unterschiedlichen Jahreszeiten, beispielsweise 1906 im Gemälde Gopsmorstugan i snö (Privatsammlung) in abgeschiedener verschneiter Winterlandschaft oder im Bild Gopsmor (Museo Nacional de Bellas Artes, Buenos Aires)  als Sommermotiv mit einer junge Frau in Tracht beim Betreten des Hauses. Eine Frau in regionaler Tracht ist ebenfalls zu sehen im Bild Vallkulla (Zornmuseet, Mora), das eine Hirtin in einer Waldlichtung zeigt, oder im Gemälde Kuvådörren (Privatsammlung), indem eine junge Frau im Türrahmen der Hütte zu sehen ist. Feiernde Bauerngesellschaften finden sich in den Motiven Dans i Gopsmor (Nationalmuseum, Stockholm), indem ein Musiker im Blickpunkt steht und in Dans i Gopsmorstugan (Tanz in der Gopsmorkate, Zornmuseet, Mora), wo die ausgelassenen Tanzenden das zentrale Motiv sind. Zu den zahlreichen Aktbildern aus Gopsmor gehören In Gopsmor (Privatsammlung), das eine junge Frau an einem Bachlauf zeigt, und Mor och dochter (Mutter und Tochter, Zornmuseet), indem sich zwei nackte Frauen vor dem Kamin der Hütte wärmen.

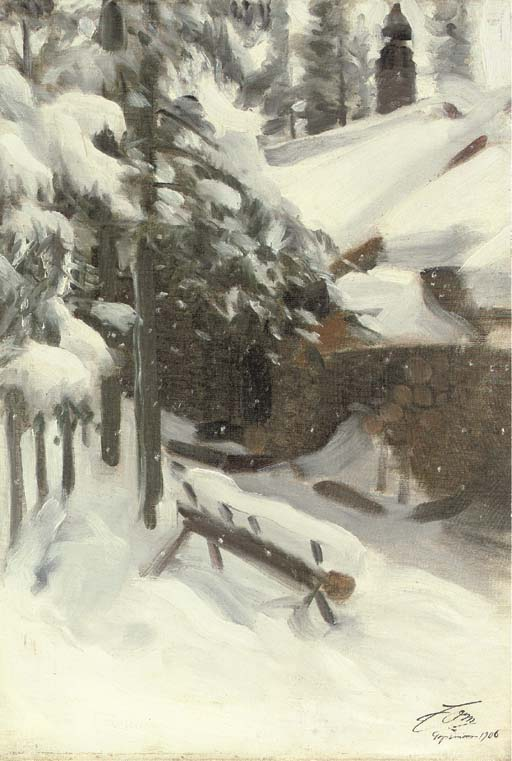
Anders Zorn: Gopsmorstugan i snö, 1906
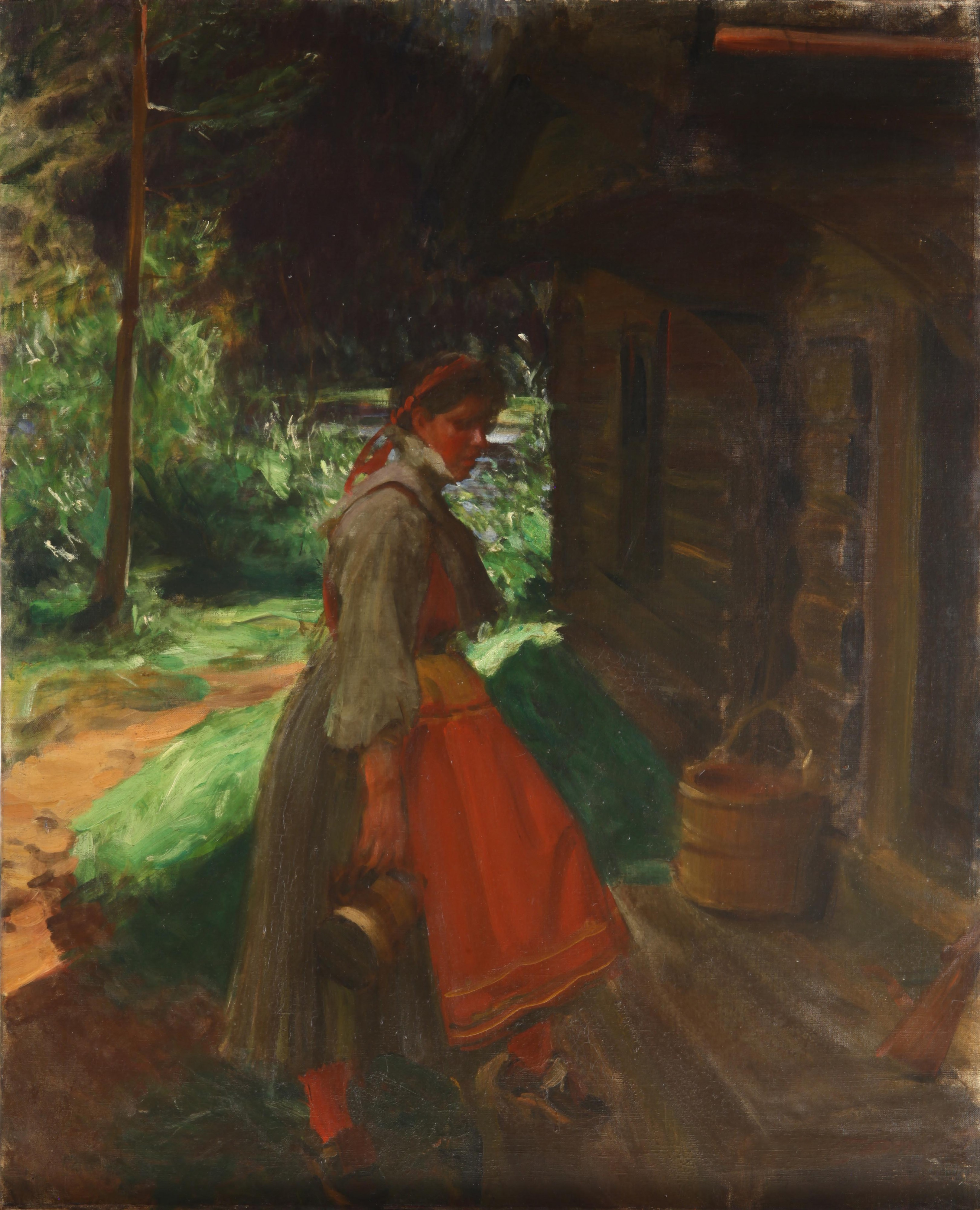
Anders Zorn: Gopsmor, 1910
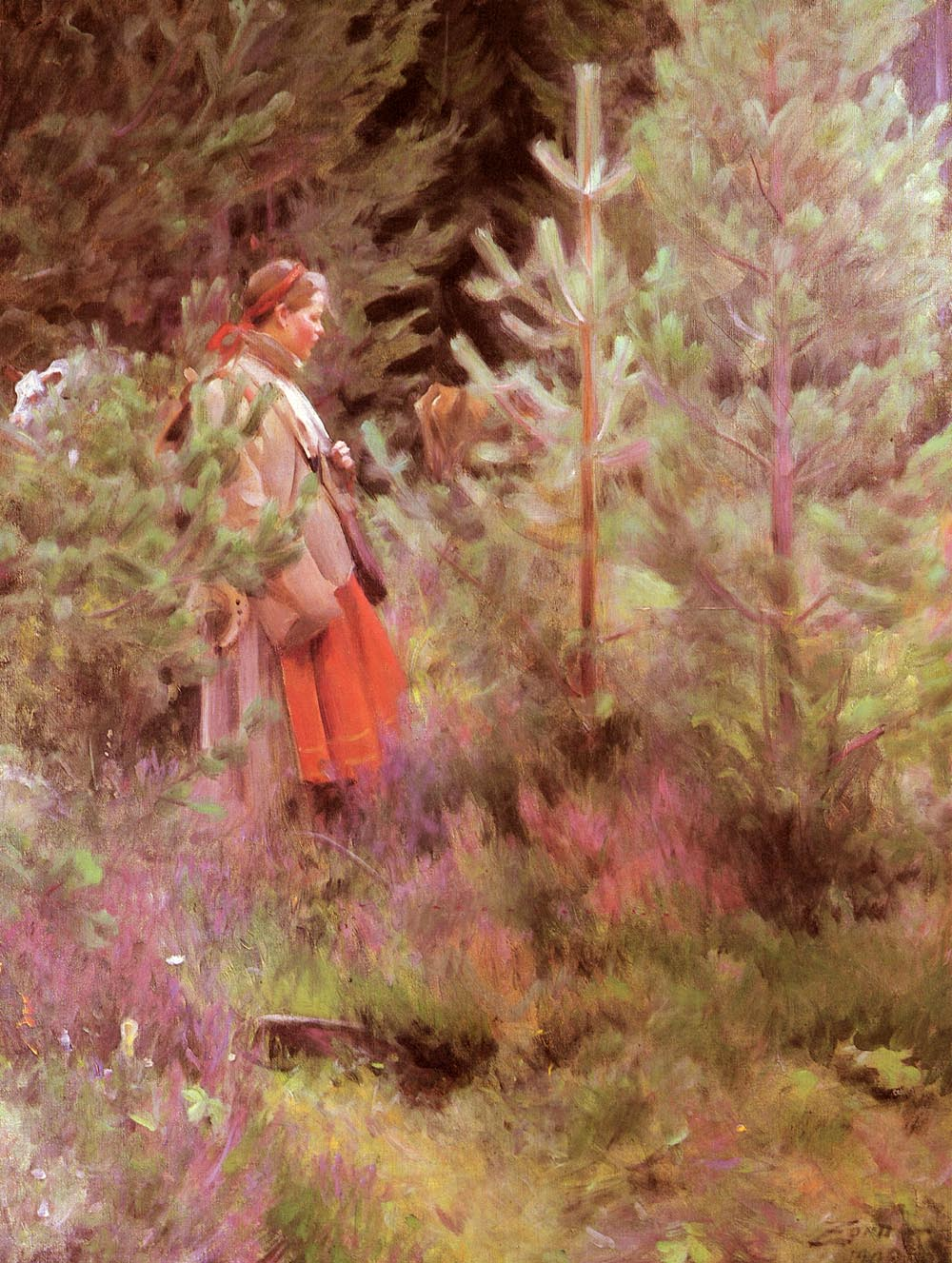
Anders Zorn: Vallkulla, 1908
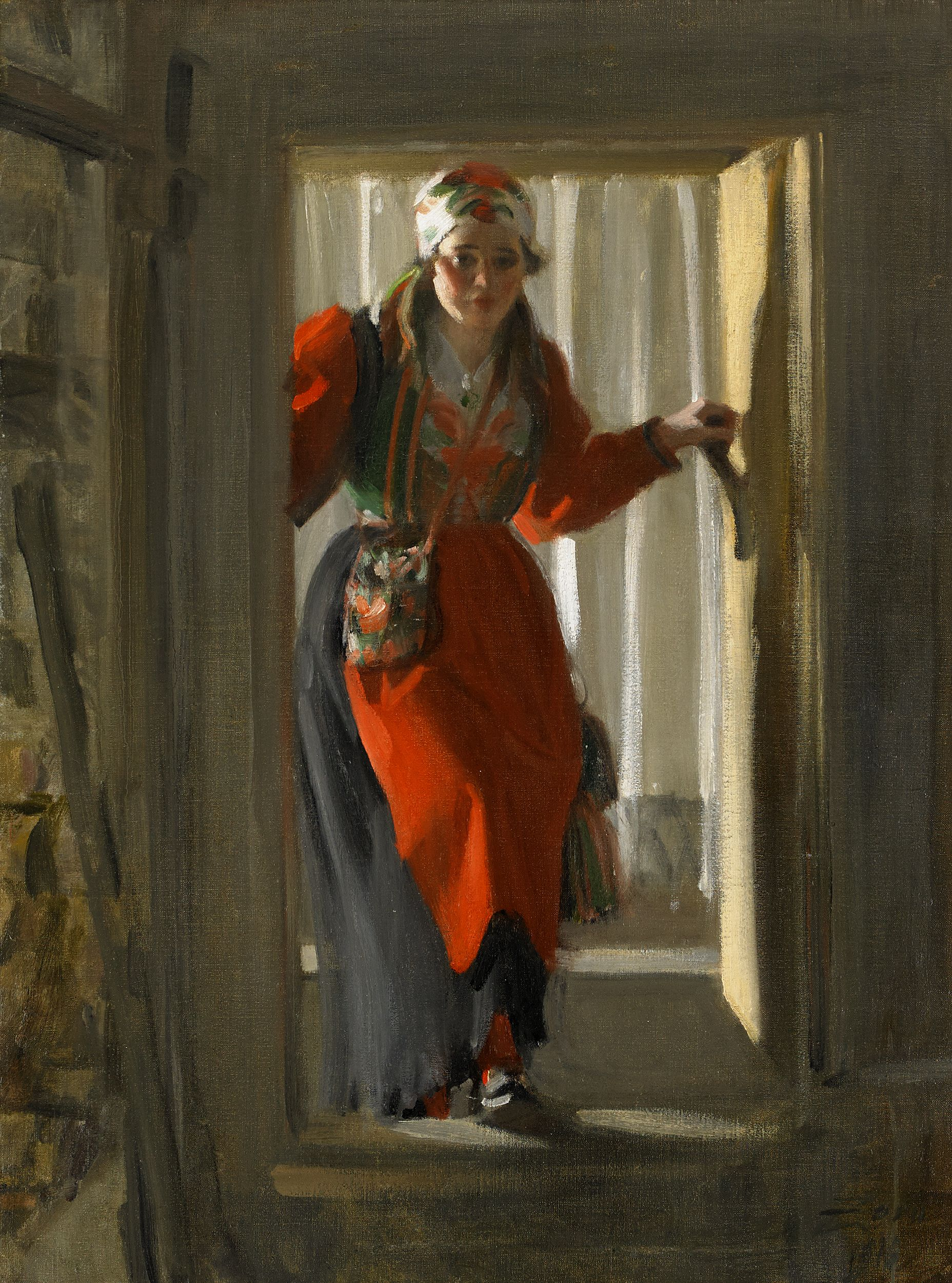
Anders Zorn: Kuvådörren, 1918
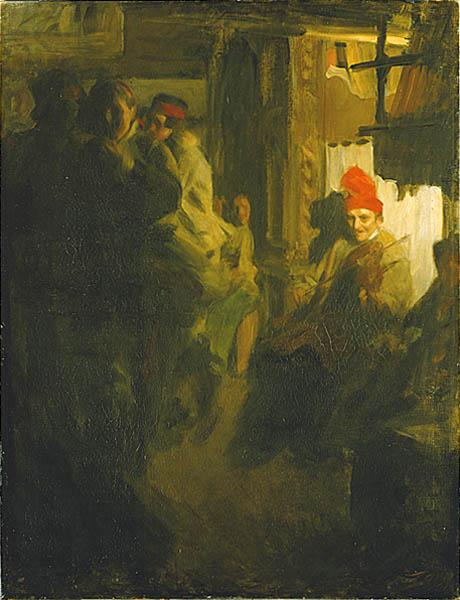
Anders Zorn: Dans i Gopsmor, 1906
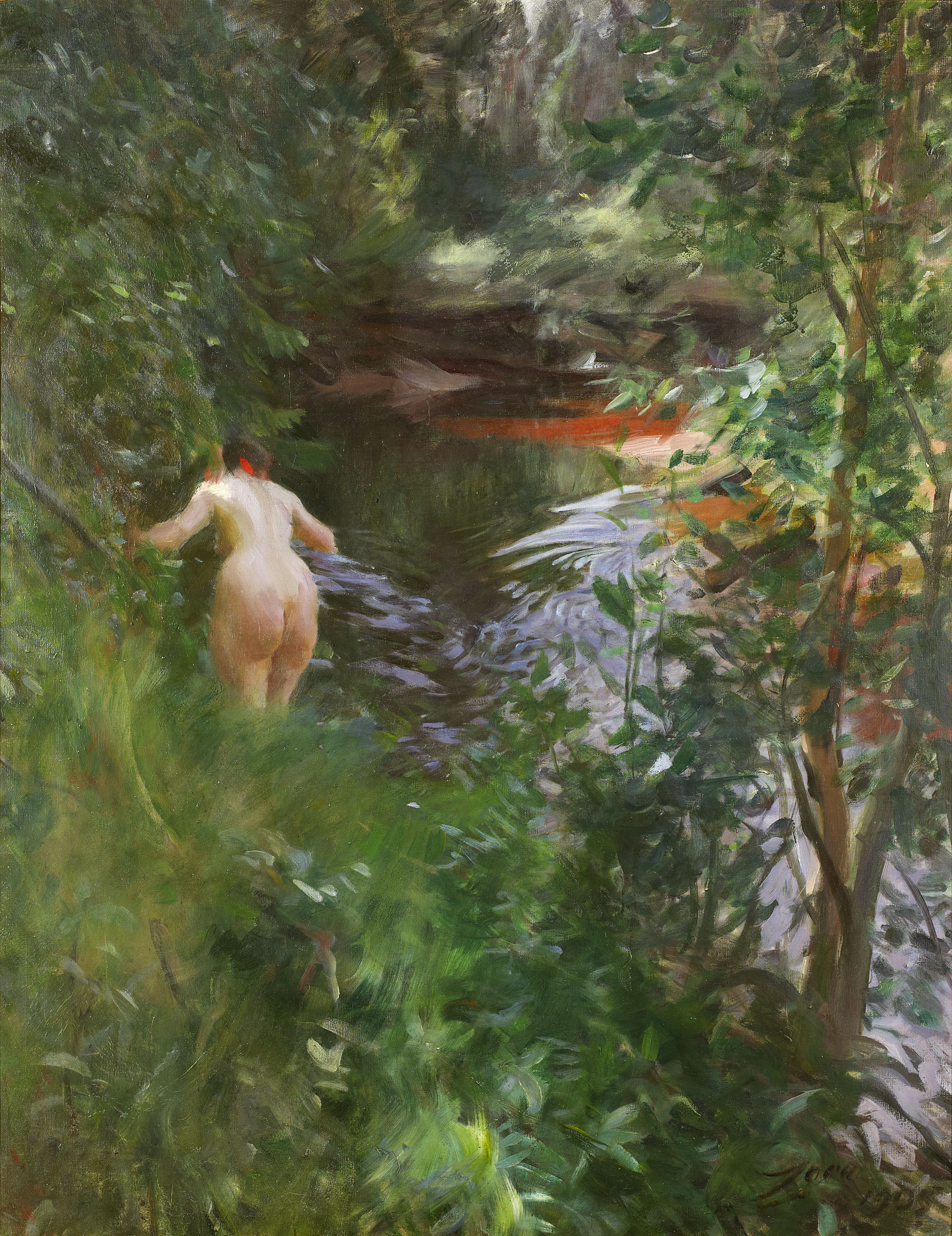
Anders Zorn: In Gopsmor, 1905
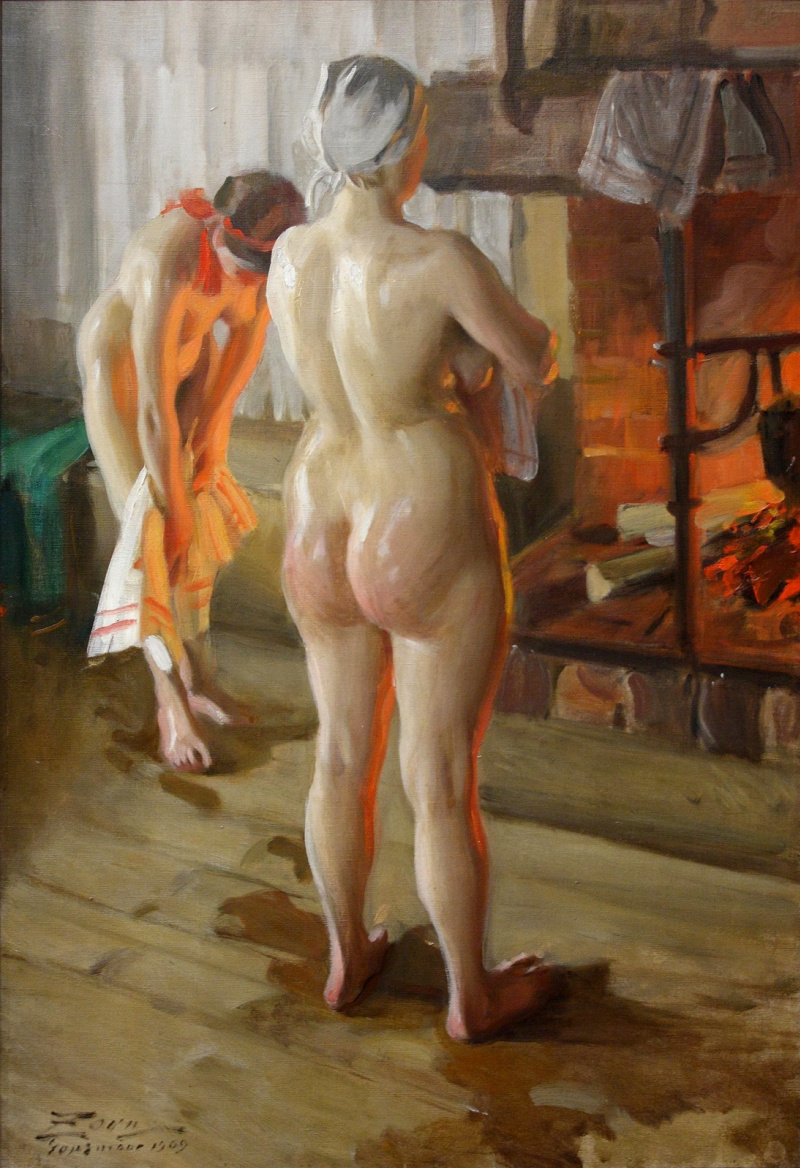
Anders Zorn: Mor och dochter, 1909

Durch die Errichtung des nahegelegenen Spjutmo-Kraftwerks und die damit verbundene Stauung des Österdalälven, kam es 1970 zur Überflutung des ursprünglichen Standortes von Gopsmor. Zorns Wildnisatelier wurde zuvor am ursprünglichen Ort abgetragen und in der Nähe an einem Ort mit ähnlicher Beschaffenheit der Landschaft wiedererrichtet.